# Aeroportul Awasa
Aeroportul Awasa (IATA: AWA, ICAO: HALA) este un aeroport din Statul Popoarele, Naționalitățile și Națiunile din Sud, Etiopia ce deservește zona Awasa. A fost numit după zona deservită.
Situat la o altitudine de 1.708 m, aeroportul dispune de o singură pistă.